# Pseudogekko
Genre
Pseudogekko est un genre de geckos de la famille des Gekkonidae.

## Répartition
Les 9 espèces de ce genre sont endémiques des Philippines.

## Description
Ce sont de geckos nocturnes et arboricoles.

## Liste des espèces
Selon The Reptile Database (9 novembre 2017) :
- Pseudogekko atiorum Davis, Watters, Köhler, Whitsett, Huron, Brown, Diesmos & Siler, 2015
- Pseudogekko brevipes (Boettger, 1897)
- Pseudogekko chavacano Siler, Welton, Davis, Watters, Davey, Diesmos, Diesmos & Brown, 2014
- Pseudogekko compresicorpus (Taylor, 1915)
- Pseudogekko ditoy Siler, Welton, Davis, Watters, Davey, Diesmos, Diesmos & Brown, 2014
- Pseudogekko isapa Siler, Davis, Diesmos, Guinto, Whitsett & Brown, 2016
- Pseudogekko pungkaypinit Siler, Welton, Davis, Watters, Davey, Diesmos, Diesmos & Brown, 2014
- Pseudogekko smaragdinus (Taylor, 1922)
- Pseudogekko sumiklab Siler, Davis, Watters, Freitas, Griffith, Binaday, Lobos Amarga & Brown, 2017

## Publication originale
- Taylor, 1922 : The lizards of the Philippine Islands. Department of Agriculture and Natural Resources, Bureau of Science, Government of the Philippine Islands, Manila, no 17, p. 1-269.